# China Jinmao
China Jinmao Holdings Group Limited (中国金茂控股集团有限公司, ранее компания была известна как Franshion Properties China) — крупный оператор офисной и торговой недвижимости, а также потребительских финансовых услуг. Базируется в Гонконге (район Ваньчай). 
Через свои филиалы инвестиционный холдинг участвует в развитии, управлении, аренде, лизинге и дизайне различных проектов (офисные и торговые центры, отели и жилая недвижимость). Компания основана в июне 2004 года как подразделение крупного пекинского государственного химического конгломерата Sinochem Group. По состоянию на 2014 год рыночная стоимость Franshion Properties составляла более 3 млрд долл., продажи — почти 2,7 млрд долл., в компании работало 6 тыс. человек.
С 2007 года компания котируется на Гонконгской фондовой бирже. Основные активы Franshion Properties сосредоточены в материковом Китае, в частности в городах Шанхай (Jin Mao Tower и Grand Hyatt Shanghai), Пекин (Chemsunny World Trade Centre), Нанкин (Nanjing International Center), Шэньчжэнь, Чжухай, Санья, Чанша и Циндао.   